# Rugis

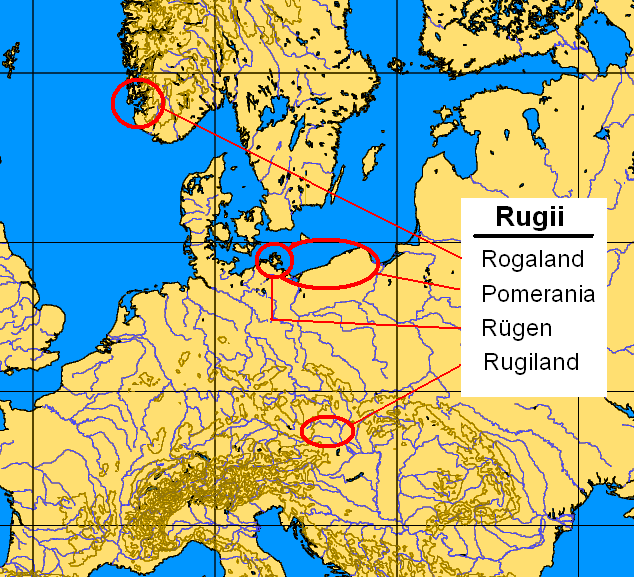
zones d'assentament dels rugis. Rogaland, Pomerània (des del segle I dC), Rugiland i Rügen (incert)

Els rugis (en llatí: rugii o rugh, en grec antic Ῥοῦγοι o Ῥόγοι)) eren un poble germànic que habitava les ribes de la mar Bàltica, entre el Vístula i l'Oder, a l'oest dels escirs (probablement sàrmates), al nord dels helvecons i a l'est dels sidens.
Estrabó no en parla i Claudi Ptolemeu menciona una tribu, els Ῥουτίκλειοι (Ruticleioi), però probablement parla dels rugis. Després que Tàcit els va mencionar van desaparèixer de la història, potser empesos pels sueus, i es van desplaçar cap al sud-est i van acabar integrant la confederació dels gots. Cap al 375 es van aliar als huns, on van tenir un paper important en les seves lluites d'expansió, però es van independitzar a la mort d'Àtila sota el rei Flacciteu (Flacciteus), i en la seva època es va introduir el cristianisme.
Després de la mort d'Àtila se'ls troba al nord del Danubi, a Àustria i l'alta Hongria, i van formar un regne independent anomenat Rúgia. Uns anys després van quedar sotmesos als ostrogots, conservant la seva autonomia fins al 541 quan el seu rei Eroric va ser assassinat, i van desaparèixer com a poble.
Van llegar el seu nom a l'illa de Rügen a la mar Bàltica, i a la ciutat de Rugenwalde, i probablement a Rega i Regenwalde.